# Ilirska Bistrica
Ilirska Bistrica – miasto w Słowenii, siedziba gminy Ilirska Bistrica. W 2018 roku liczba ludności miasta wynosiła 4276 mieszkańców.